# Cuzcotoro
Cuzcotoro, a veces conocido como Cuzcotuyo o Cuzcotuiro, es un sitio arqueológico prehispánico de Bolivia, ubicado en la parte norte de la serranía Cuzcotoro, también conocida como Khosko Toro. Administrativamente se encuentra en la provincia de Tomina del departamento de Chuquisaca. Situado a unos 2.250 metros sobre el nivel del mar, este complejo fortificado habría formado parte del sistema defensivo oriental del Imperio incaico frente a los pueblos chiriguanos.
Las excavaciones realizadas en 1993 revelaron un muro de piedra de 800 metros, terrazas, plataformas y estructuras con características arquitectónicas incaicas. A pesar de que su identificación ha sido debatida, los hallazgos en Khosko Toro coinciden con las descripciones de Cuzcotoro en fuentes históricas coloniales. Así mismo, Cuzcotoro fue una de las fortalezas más importantes de la frontera suroriental inca, involucrada directamente en una serie de enfrentamientos con las tribus guaraní-chiriguanas.

## Historia
Durante el gobierno de Inca Pachacútec a mediados del siglo XV, los incas conquistaron la región altiplánica del actual territorio boliviano. Posteriormente, bajo el reinado de Túpac Yupanqui, el Imperio incaico extendió sus campañas hacia las tierras bajas del oriente, caracterizadas por selvas y pueblos menos organizados, pero numerosos. Para mantener el control sobre estas zonas y defenderse de eventuales ataques de los pueblos de la llanura, los incas construyeron una red de fortificaciones fronterizas, entre las cuales se incluye Cuzcotoro.
El sitio de Cuzcotoro aparece mencionado en varias crónicas coloniales, como las de Pedro Sarmiento de Gamboa, Bernabé Cobo y Juan de Betanzos. En una lista elaborada en la segunda mitad del siglo XV y atribuida a los registros incaicos conocidos como quipus, se menciona a Cuzcotoro como una de las fortalezas establecidas por Túpac Yupanqui y sus hermanos en la región oriental. También se encuentra citado junto a otros sitios estratégicos como Samaipata, Pocona y Oroncota.
Una crónica escrita en 1572 por Sarmiento de Gamboa narra un ataque sorpresivo llevado a cabo por los chiriguanos contra la fortaleza de Cuzcotoro durante el reinado de Huayna Cápac. El ataque resultó en la masacre total de la guarnición incaica que defendía el lugar. Tras conocer la noticia, Huayna Cápac envió a su capitán Yasca a reconstruir la fortaleza y restablecer la presencia militar en la frontera oriental.
Otros relatos, como los de Miguel Cabello de Balboa y Martín de Murúa, ofrecen descripciones similares de los enfrentamientos. Estos señalan que desde la fortaleza principal, identificada como Usco Turo (otro posible nombre para Cuzcotoro), los chiriguanos continuaron su incursión hacia La Plata (actual Sucre). Documentos coloniales del año 1586 indican que el jefe indígena Aymoro, por orden de Huayna Cápac, reunió numerosos hombres para guarnecer tres pucaras contra los chiriguanos. Una de ellas fue Cuzcotoro, y las otras dos, Conima y Dilava, lo que confirma la importancia estratégica del sitio dentro del sistema defensivo inca en la región de los valles del sur.

## Descubrimiento

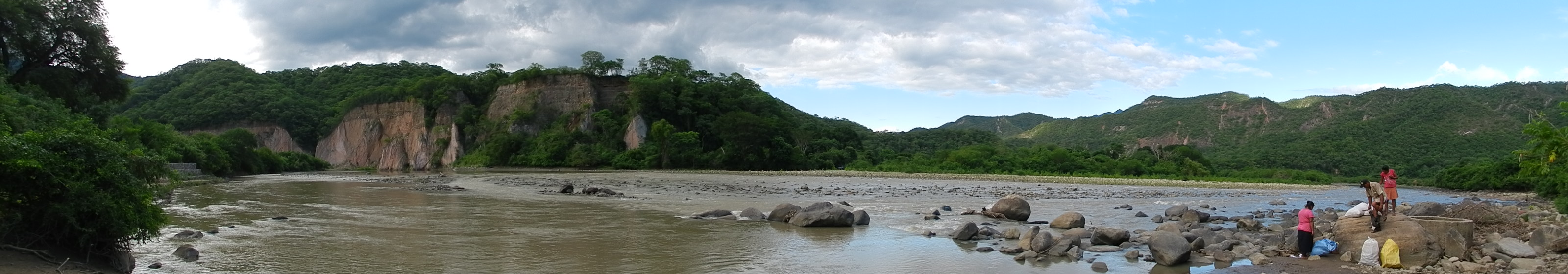
Vista del río Azero, en el sur de Bolivia.

Las ruinas de Cuzcotoro fueron identificadas en el paso de montaña conocido como Abra de Manchachi, dentro de la serranía de Cuzcotoro, entre las localidades de Padilla y Monteagudo, en el departamento de Chuquisaca. El explorador sueco Erland Nordenskiöld ya había sugerido a inicios del siglo XX que Cuzcotoro (también llamado Cuzcotuiro o Cuzcotuyo) y la fortaleza de Inkahuasi podrían referirse al mismo sitio.
En 1982, el norteamericano Franklin Paddock ascendió la serranía, donde realizó un reconocimiento del lugar y documentó la arquitectura de Cuzcotoro. Publicó sus observaciones en la revista Archaeology en 1984, sin embargo, sus afirmaciones resultaron ser imprecisas y poco fundamentadas científicamente. En 1990, el explorador estadounidense Vincent R. Lee y el arqueólogo boliviano Edmundo Salinas organizaron una expedición a Cuzcotoro. Estos ascendieron al sitio y realizaron un mapeo detallado del lugar. Si bien su trabajo fue más preciso que el de Paddock, omitieron observaciones importantes y no tuvieron acceso a las fuentes documentales locales de los siglos XVI y XVII. Como resultado, tampoco lograron comprender plenamente el contexto histórico del sitio de Cuzcotoro.
Fue recién en agosto de 1993 que las investigaciones arqueológicas finlandés-bolivianas dirigidas por Martti Pärssinen y Ari Siiriäinen lograron ubicar e identificar correctamente el sitio como Cuzcotoro, luego de siete horas de escalada desde el río Azero hasta las montañas. Tras la identificación del sitio, la arqueóloga boliviana Sonia Alconini realizó excavaciones adicionales tanto en Cuzcotoro como en la cercana fortaleza de Oroncota, ampliando los hallazgos iniciales.

## Descripción
Las ruinas de Cuzcotoro fueron localizadas en 1993 durante una expedición arqueológica que ascendió desde el río Azero hasta la serranía de Cuzcotoro. En la cima de la cordillera se halló una muralla perimetral construida con piedras del lugar, que bordea la cumbre de norte a sur por su lado más oriental. Tiene una longitud de aproximadamente 800 metros, una altura que llega a un metro en varios tramos y un ancho de algo más de 50 centímetros. Las habitaciones rectangulares adosadas se distribuyeron estratégicamente a lo largo de la muralla defensiva y probablemente sirvieron como puestos de avanzada. Los puestos de avanzada mejor conservados presentan ventanas trapezoidales y plataformas amuralladas interiores para facilitar la vigilancia protegida.
La ubicación estratégica de la muralla ofrece una vista despejada hacia el este, mientras que el terreno escarpado en ese mismo lado refuerza su función defensiva. La muralla se encuentra bien conservada, con escasos signos de deterioro. También se recuperaron montones de armas de piedra bola en la parte occidental de la muralla.
En el lado oeste del muro se han identificado dos senderos paralelos que forman terrazas angostas. Un antiguo camino atravesaba la serranía y cruzaba la muralla. En este paso estratégico se encontraba un puesto de control, que funcionaba como punto de acceso principal a las instalaciones ubicadas en la parte baja del sitio. Este puesto estaba conformado por una pequeña estructura rectangular con dos entradas laterales: una destinada al ingreso a la fortaleza y otra a la salida. Para reforzar los flancos más vulnerables de la cima y de las colinas adyacentes, los incas construyeron segmentos de muro adicionales en puntos clave del perímetro. Esta infraestructura no solo facilitaba la defensa del sitio, sino que también permitía ejercer control sobre el tránsito de personas y bienes a lo largo de la ruta fronteriza.
Unos metros más abajo de la muralla, en un pequeño valle natural protegido, se ubica el conjunto habitacional más importante del sitio. Esta estructura rectangular de aproximadamente 9 por 15 metros conserva muros de más de un metro de altura y está compuesta por once habitaciones de distintos tamaños, lo que sugiere una diversidad de funciones. La habitación más occidental es la más grande, con 100 m² y acceso desde ambos extremos. Las habitaciones centrales están dispuestas en dos filas, comunicadas por puertas internas, mientras que los cuartos de los extremos tienen puertas hacia el exterior. Esta distribución sugiere una planificación arquitectónica compleja, probablemente con funciones tanto residenciales como logísticas. En los alrededores se hallaron algunos utensilios domésticos, como morteros, pero no se identificaron restos de armas y solo se encontraron fragmentos cerámicos en pequeñas cantidades.

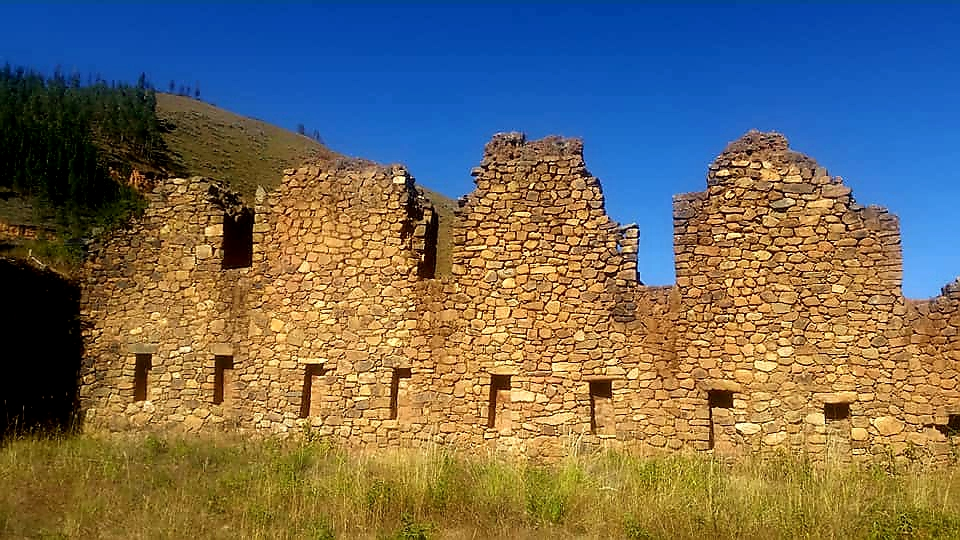
Kallanka en Incallajta, Bolivia.

El conjunto arqueológico también incluye terrazas, plataformas y diversos edificios de almacenamiento, así como un gran complejo habitacional o ceremonial de estilo inca, construido con piedras rectangulares. Entre la vegetación del lado occidental del muro se identificaron restos de kallankas, grandes recintos rectangulares utilizados por los soldados incas. Las excavaciones revelaron la presencia de cerámica incaica y cerámica guaraní influenciada por los chiriguanos. Los análisis de datación por radiocarbono realizados posteriormente arrojaron fechas entre 1404 y 1470 d. C., lo que sugiere una temprana ocupación inca del lugar. Estos elementos arquitectónicos y materiales indican que Cuzcotoro fue una fortaleza avanzada diseñada para cumplir funciones tanto defensivas como logísticas en la frontera oriental del Tahuantinsuyo.